# L'ubicazione del bene
L'ubicazione del bene è una raccolta di racconti di Giorgio Falco pubblicata da Einaudi nel 2009.

## Ambientazione
Tutti i racconti sono ambientati nella città immaginaria "Cortesforza", un piccolo sobborgo a sud di Milano situato "a venti chilometri in automobile dal lavoro e dal supermercato".
Nel racconto che dà il titolo al libro Cortesforza viene descritta in un annuncio di vendita come un piccolo comune che negli ultimi due decenni ha avuto uno sviluppo residenziale costante ma coerente e contenuto, grazie al quale ha mantenuto la sua principale peculiarità: un centro a misura d'uomo.

## I racconti

### Onde a bassa frequenza
Pietro decide di lasciare il suo posto di lavoro in una multinazionale per aprire una ditta di disinfestazione in proprio, nonostante sua moglie e la famiglia di lei siano fortemente scettici su quest'idea.  L'idea si rivelerà purtroppo totalmente fallimentare e Pietro si ritroverà ben presto con le spalle al muro ricorrendo via via ad escamotage sempre più disperati per mandare avanti la nuova azienda. Fino all'inevitabile conclusione.

### L'ubicazione del bene
Il bene è una villetta unifamiliare e l'ubicazione è Via Carlo Borromeo 16/B a Cortesforza. Il racconto è però incentrato sui "fatti accaduti in questi anni attorno all'ubicazione del bene".
Come la storia del signor Moriero autista di bus calabrese in pensione, che da quarantasei anni prende a "pugni in testa" sua moglie. O la storia di Gianni Minerva, tassista trentanovenne che si è trasferito a Cortesforza per far crescere suo figlio Andrea in un contesto migliore. E soprattutto del protagonista del racconto del suo divorzio e di come si è arrivati al pignoramento della casa.

### Oscar
A pochi giorni dalle nomine dirigenziali i top manager di una grande azienda milanese si riuniscono a casa di uno di loro per bere del vino e sfogare la loro aggressività con dei combattimenti di Betta splendens.

### Essere sul punto
Una giovane coppia decide di prendere un cane, al posto del figlio desiderato dalla moglie. Verrà scelto un piccolo carlino di due settimane, per di più abitato da pulci.

### Piccole formiche bianche
Gabriele e Silvia decidono di acquistare una grande villa settecentesca, e attendono pazientemente il termine dei lavori di ristrutturazione vivendo in un camper parcheggiato nel giardino. Al termine dei lavori troveranno però degli sgraditi ospiti nelle travi di legno della casa.

### La gente è più forte di tutti
Paolo è adulto ma vive ancora assieme ai due genitori ottantenni. O meglio, viveva con loro prima che due infermieri arrivassero a prelevarlo e a portarlo in una casa di cura per malattie mentali.

### Alba
Lui e lei. Si amano. Si sposano. Comprano una casa. Mettono in cantiere un figlio. Divorziano. Lui va vivere in un camper.

### Un altro ancora
Un temporale improvviso impedisce a due giovani sposi di completare l'album fotografico del proprio matrimonio con delle foto all'aperto. Rimediare a questo inconveniente sarà più difficile del previsto, anche a causa della scarsa professionalità del fotografo.

### Parole come gli altri
Due solitudini che si incontrano. Il protagonista del racconto, single che vive in un bilocale senza giardino spiando le vite dei vicini di casa, e il signor Morlacchi, vedovo settantenne che vive in casa con un gigantesco pappagallo parlante.

## Premi
Il libro ha vinto il Premio Pisa 2009, ed è stato finalista al Premio Letterario Minerva 2009 - Letteratura di Impegno Civile, al Premio Settembrini 2009, al Premio Bergamo2010, e al Premio Chiara 2010.